# Agefos-PME
 (février 2020).
À la suite de la loi du 16 juillet 1971 organisant le dispositif de formation professionnelle continue, AGEFOS PME (fonds d’assurance formation interprofessionnel et national dédié aux PME-PMI) est une association loi de 1901 qui a été créée en 1972 pour gérer la collecte et la gestion des fonds de formation des entreprises. Son conseil d'administration paritaire est composé de 20 membres issus des cinq syndicats majoritaires et des représentants de la Confédération des petites et moyennes entreprises (CPME). AGEFOS PME est aujourd'hui un Organisme paritaire collecteur agréé (OPCA) multi entreprises et multi branches. 
AGEFOS PME pour Association pour la Gestion de la Formation des Salariés des PME. 

## Historique
- 1985 : AGEFOS PME devient organisme mutualisateur agréé[pas clair] dans le cadre du dispositif des contrats d’insertion en alternance pour les jeunes de moins de 26 ans.
- 1995 : l’État français accorde à AGEFOS PME son agrément en tant qu’OPCA, organisme paritaire collecteur agréé.
- 2019 : L’OPCO EP (Opérateur de compétences des entreprises de proximité) reprend totalement les champs de compétences[pas clair] des OPCA ACTALIANS, AGEFOS PME et partiellement ceux des OPCA FAFSEA, OPCALIA et OPCALIM.

## Représentation
Premier gestionnaire des fonds de la formation professionnelle en France avec une collecte dépassant 900 millions (en 2012), AGEFOS PME emploie 1 100 collaborateurs répartis sur tout le territoire national.
Comme tout organisme paritaire, AGEFOS PME est géré par un conseil d'administration national composé de 20 membres répartis à égalité entre la CPME (10 membres) et les syndicats des salariés (10 membres).
Dans le cadre de la loi no 2014-288 du 5 mars 2014 relative à la « formation professionnelle, à l'emploi et à la démocratie sociale », adoptée par le parlement le 27 février 2014, tout OPCA est habilité, à partir du 1er janvier 2015, à devenir OCTA (Organisme collecteur de la taxe d’apprentissage) pour collecter et répartir les fonds des entreprises au titre de la taxe d'apprentissage. AGEFOS PME est donc habilité à collecter les fonds de la taxe d'apprentissage.